# Сан-Бьяджо

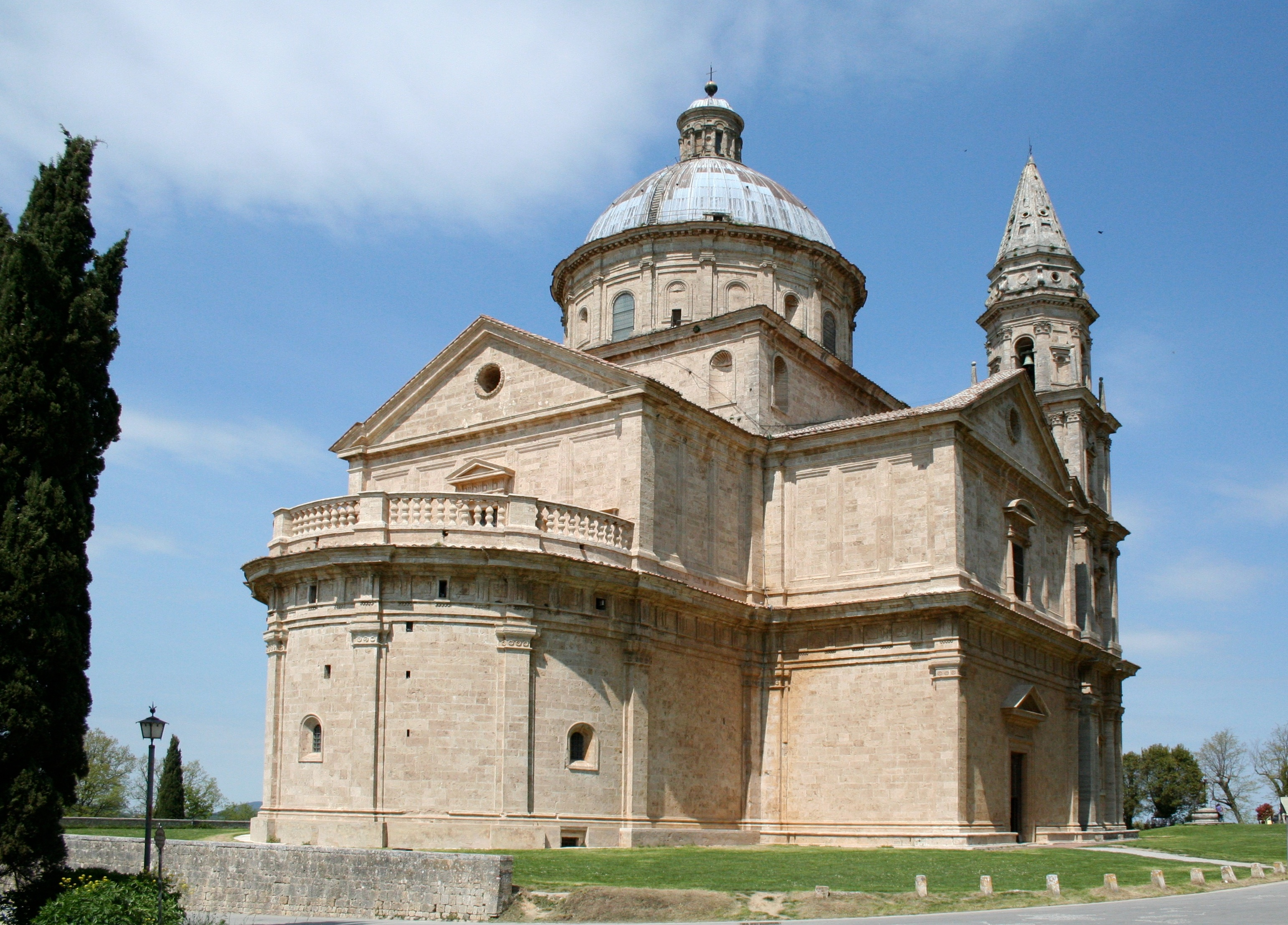
Церковь Мадонны ди Сан-Бьяджо в Монтепульчано. 1518—1544. Архитектор Антонио да Сангалло Старший

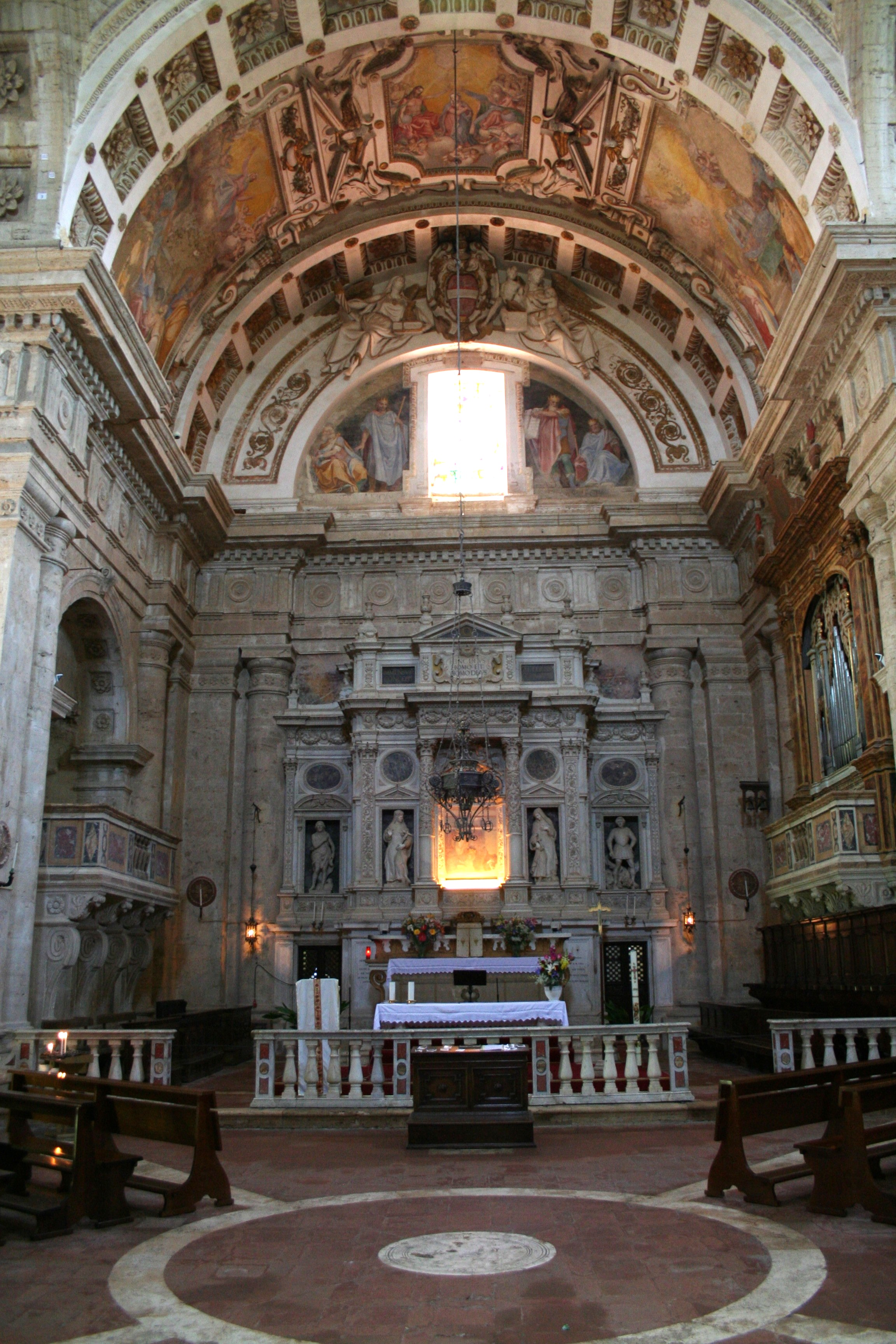
Интерьер церкви

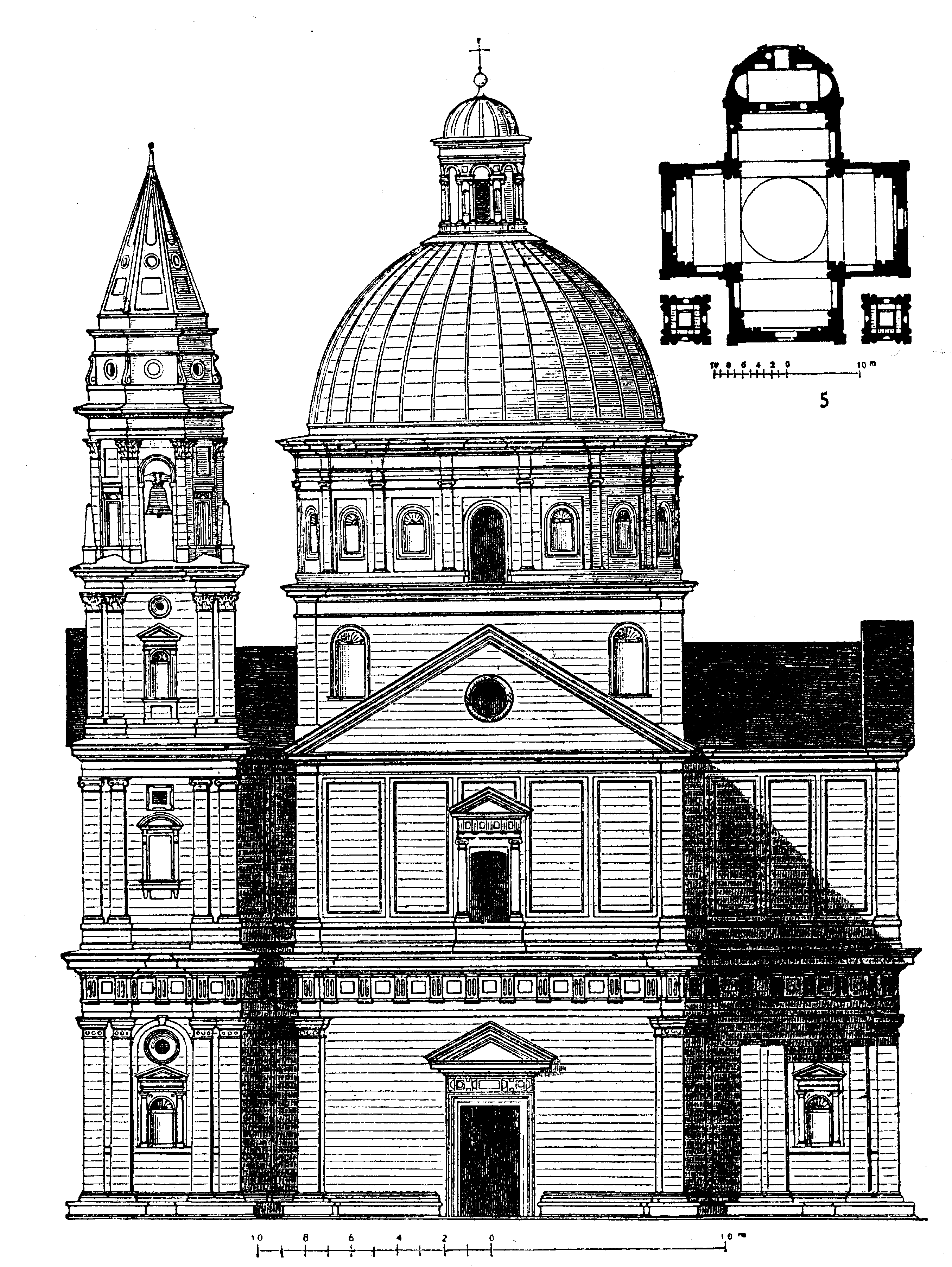
Западный фасад и план церкви

Церковь Мадонны ди Сан-Бьяджо (итал. La chiesa Madonna di San Biagio) — небольшая церковь расположенная примерно в километре к юго-западу ниже городских укреплений Монтепульчано, на юге Тосканы, в провинции Сиена. Построена по проекту архитектора Антонио да Сангалло Старшего в 1518—1544 годах. Храм расположен в открытом поле в конце кипарисовой аллеи и служит паломнической церковью. П. П. Муратов назвал церковь Сан-Бьяджо «одной из чистейших гармоний» Высокого Возрождения.

## История
Здание ныне существующей церкви построено на месте древней раннехристианской базилики, посвященной Святой Деве Марии. Около 1000 года она оказалась внутри стен замка Сан-Бьяджо. Приходскую церковь освятили в честь Св. Власия (лат. Blasius; итал. San Biagio), откуда её последующее название. На одной из стен церкви сохранилась фреска с изображением Мадонны с Младенцем и святым Франциском, работа сиенского живописца XIV века. Почитание фрески и дальнейшее строительство храма связаны с чудесным событием, которое произошло 23 апреля 1518 года: две женщины и пастух, проходя мимо фрески, увидели, что «глаза Мадонны двигались как живые» .
Чудеса множились, и началось строительство новой церкви, шедевра архитектора Антонио да Сангалло Старшего. Строительство было поддержано папой Львом X, который получил образование у Анджело Полициано, уроженца Монтепульчано. Фундамент был заложен в 1518 году, основное строительство было окончено в 1526 году, работы в интерьере и возведение купола продолжались до 1545 года .

## Композиция храма
Церковь выстроена из светлого желтоватого известняка: травертина, в форме греческого креста с центральным куполом на цилиндрическом барабане и кубическом основании, с полукруглой апсидой. Главный фасад обращён на север и имеет две отдельно стоящих, симметрично расположенных, квадратных в плане колокольни: одна недостроена, другая — ярусная с гранёным шатром, оформленная различными ордерами: дорическим, ионическим, коринфским. Закруглённая апсида должна была иметь полукупольное завершение, которое отсутствует в готовом здании. На его месте устроен балкон с парапетом.
Церковь Сан-Бьяджо относится к композиционному типу центрических храмов, который создавали архитекторы так называемого римского классицизма периода Высокого Возрождения в Милане и Риме в начале XVI века. Идеи и композиции подобных зданий разрабатывали Л. Б. Альберти, Донато Браманте и Леонардо да Винчи. Предполагают, что Браманте и Леонардо в 1482—1499 годах обсуждали в Милане достоинства византийских крестово-купольных храмов.
Помимо круглых храмов типа ротонды архитекторы разрабатывали планы типа квадрифолия, или «четырёхлистника», тетраконха («с четырьмя конхами») и постройки «звёздчатого» плана, получаемого с помощью «поворотного квадрата» (двух наложенных друг на друга квадратов, один из которых повёрнут на 45°). Прямыми прототипами церкви Сан-Бьяджо следует считать Темпьетто — круглый храм, построенный Браманте в Риме на Яникульском холме в монастыре Сан-Пьетро-ин-Монторио (1502), его считают своеобразной моделью нового собора Св. Петра в Ватикане, проекта, также разработанного Донате Браманте, церковь Санта-Мария делла Консолационе в городе Тоди (Умбрия, 1508—1607), а также церковь Санта-Мария-делле-Карчери в Прато (архитектор Джулиано да Сангалло, 1484—1495).

## Интерьер
Церковь Сан-Бьяджо имеет план греческого креста с четырьмя симметричными прямоугольными компартиментами («рукавами креста»). Каждый из четырёх рукавов церкви перекрыт частично кессонным цилиндрическим сводом и освещается прямоугольным окном торцовой стены. Кроме того, в боковых стенах нефа и трансепта имеются круглые арочные ниши, внутри которых расположены малые алтари. Средокрестие перекрыто куполом на четырёх парусах диаметром 13 метров. Купол был возведён между 1536 и 1544 годами.
Монументальный алтарь создан в 1584 году Джанноццо и Лисандро ди Пьетро Альбертини. В центре, между двух коринфских колонн находится фреска XIV века, считающаяся чудотворной, изображающая Мадонну на троне с Младенцем и Святым Франциском, послужившая причиной строительства храма, и известная как «Мадонна ди Сан-Бьяджо»; по сторонам четыре ниши, в каждой из которых находится мраморная статуя работы скульптора Оттавиано Ладзерини (1617). Статуи изображают (слева направо) святых Иоанна Крестителя, Екатерину Сиенскую, Агнессу и Георгия. Люнет расписан фресками Анджело Риги (1648), фрески на своде, приписываемые Цуккари, изображают четырёх царей Израиля, Преображение, Вознесение и Коронацию Девы Марии. Витраж изображает Мадонну с ангелами и святыми — работа маэстро Боно ди Микеланджело да Кортона (1568) .

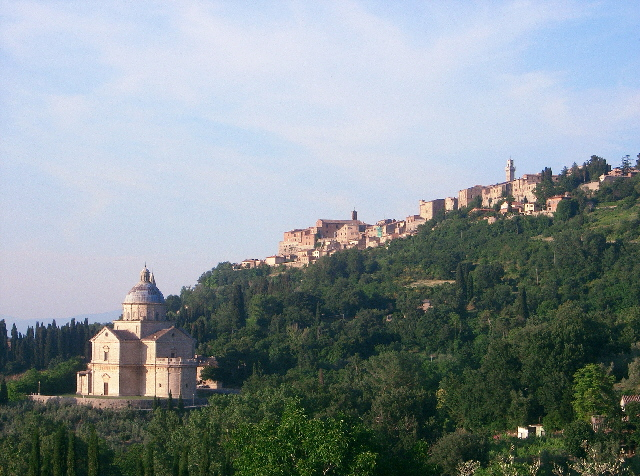
Перспективный вид
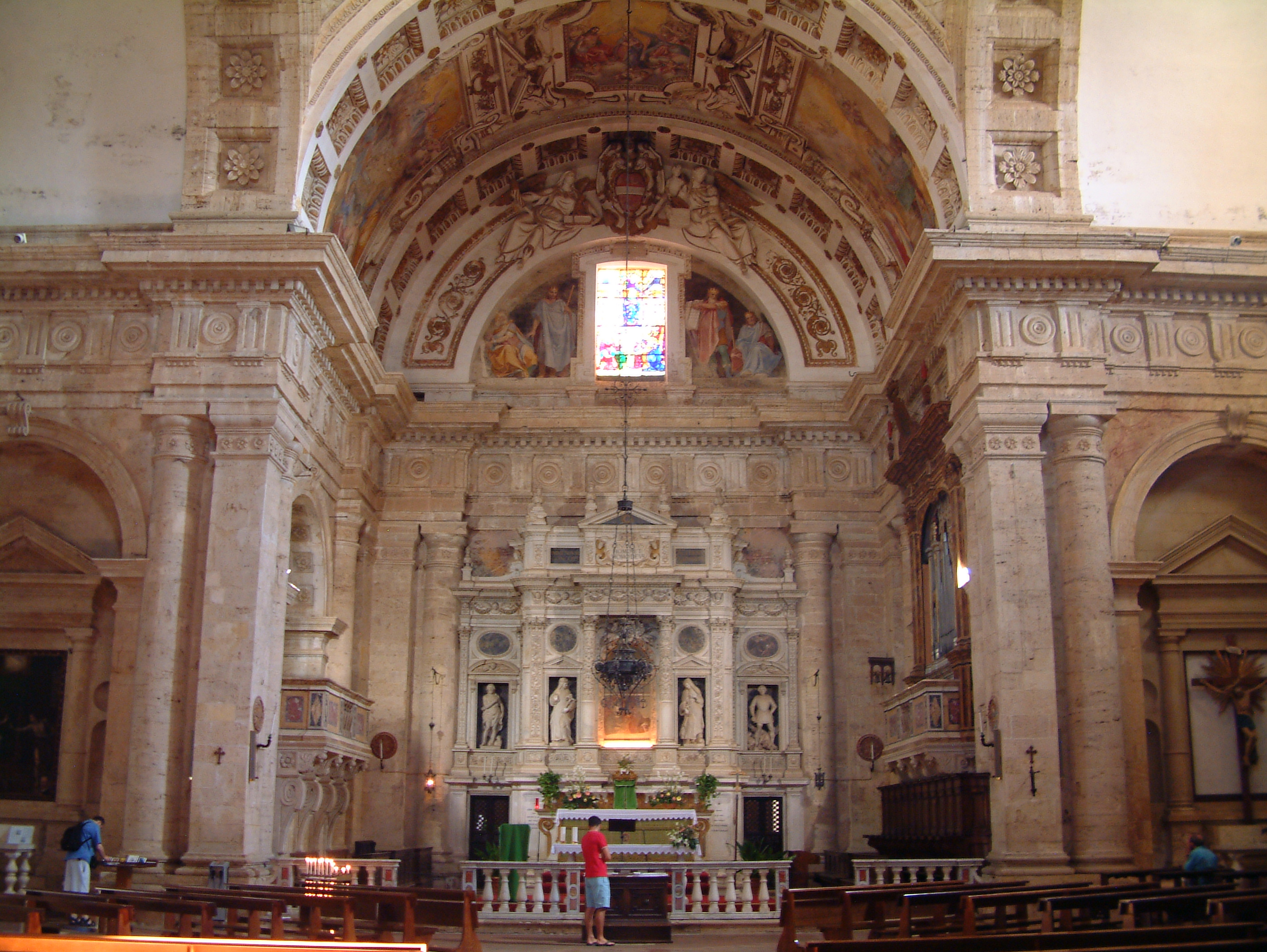
Средокрестие храма
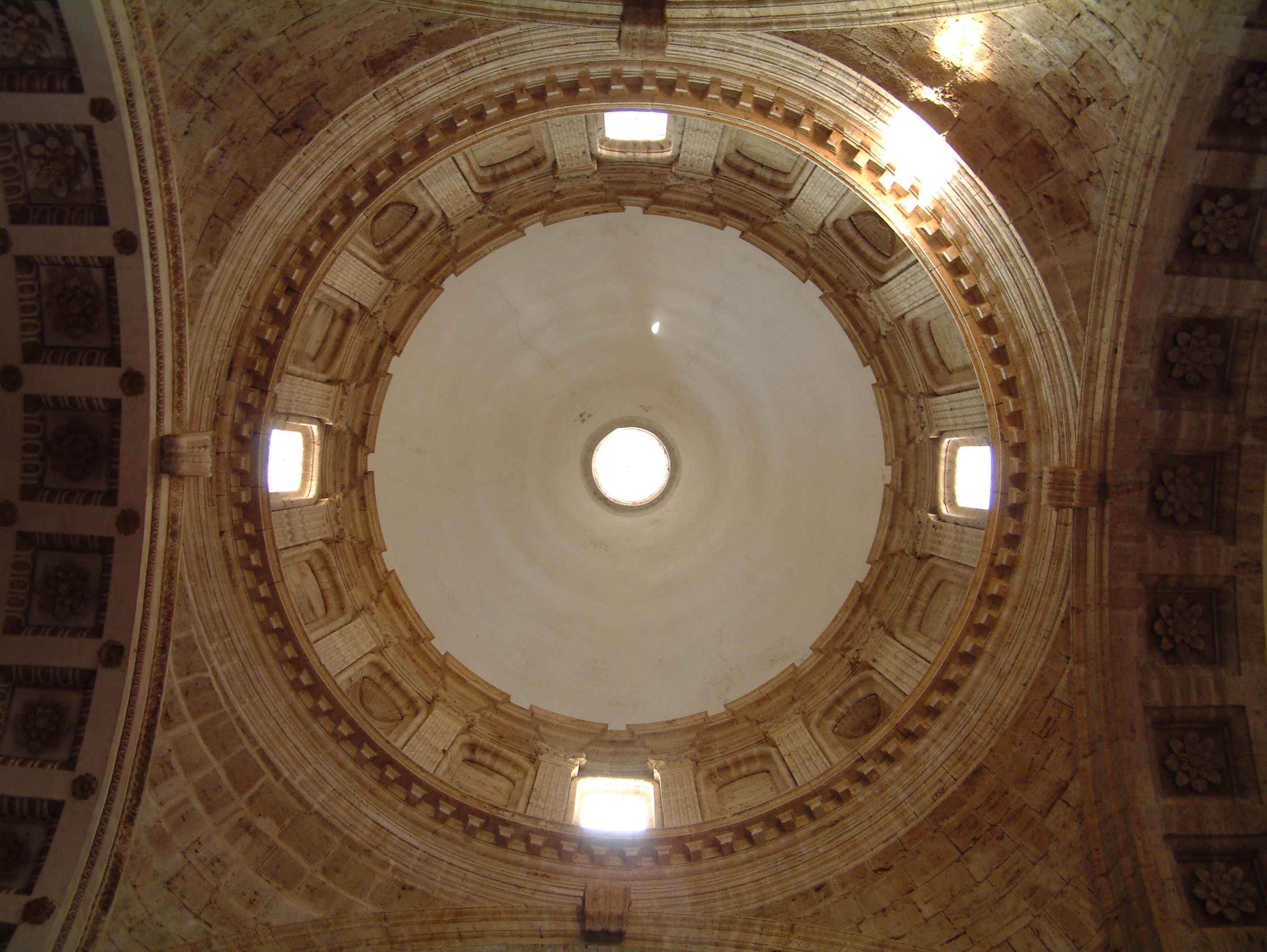
Купол
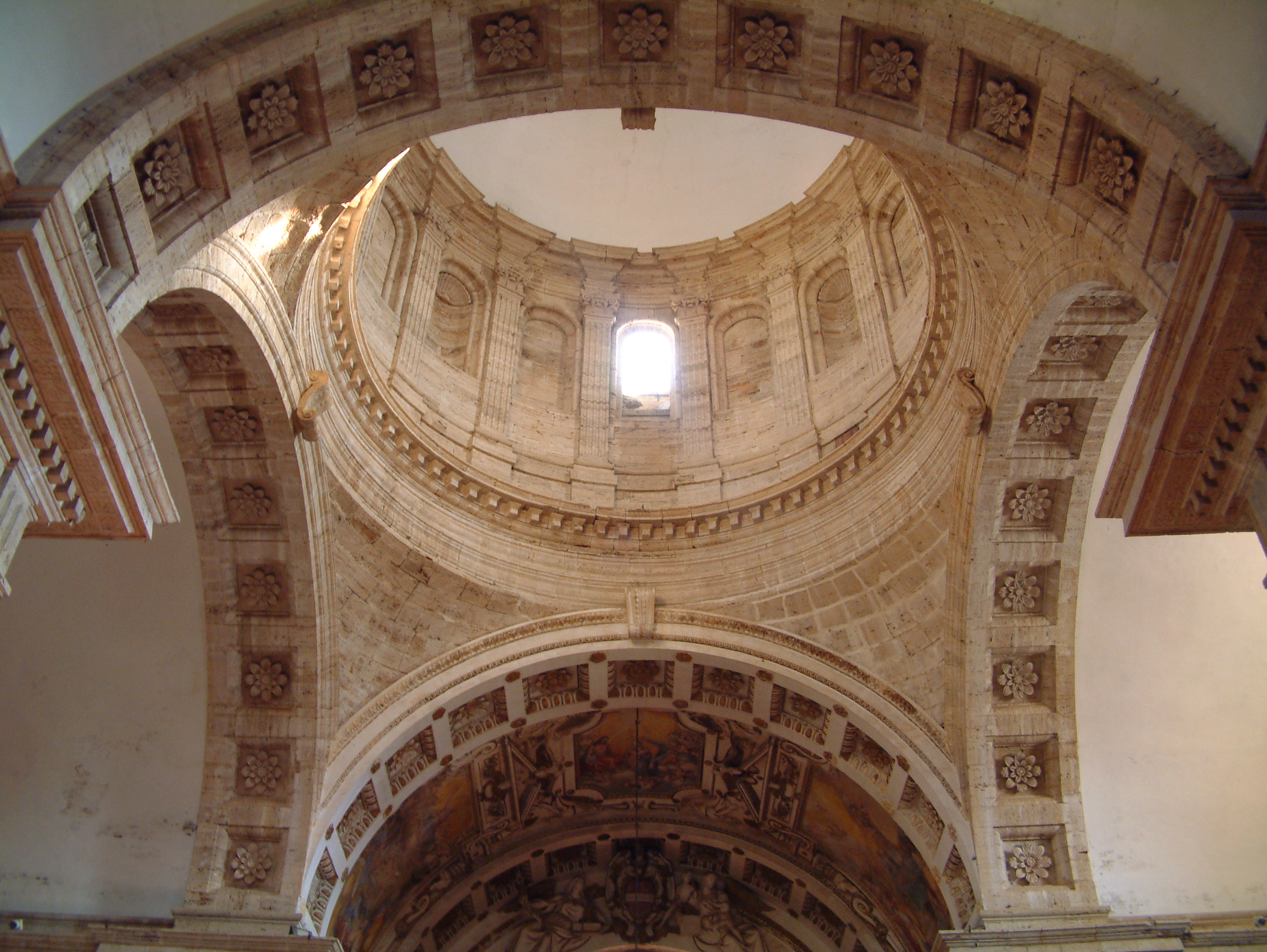
Подпружные арки средокрестия